# Тратс, Рейчел
Рейчел Тратс (нидерл. Rachel Traets, род. 16 августа 1998 года, Роттердам) — нидерландская певица, участница Детского конкурса песни Евровидение 2011, который состоялся 3 декабря 2011 года в «Спортивном комплексе имени Карена Демирчяна» (Ереван, Армения), где она представляла Нидерланды с песней «Teenager». Рейчел заняла 2 место, 5 баллов ей не хватило до победы.

## Биография
Рейчел Тратс родилась в деревне Вау в муниципалитете Розендал. В детстве Рейчел подпевала всем песням на радио. С 9 лет она серьёзно начала заниматься пением. Одновременно со школой училась в Академии рока в Тилбурге, танцевала и пела в молодёжном театре Hofplein.
C детства у Рейчел проблема с левой рукой (разрыв нерва и она частично парализована). На её жизни это не слишком отразилось, но иногда она не может правильно взять вещи левой кистью, потому что рука парализована. В младенчестве Рейчел уже перенесла нейрохирургическую операцию. В 4 года — ещё одну, на мышцах руки.

## Путь на Детский конкурс песни Евровидение 2011
Для того, чтобы попасть на Детский конкурс песни Евровидение 2011, Рейчел Тратс приняла участие в национальном детском конкурсе песни в Нидерландах, набрав при этом сумму 36 баллов, победив исполнителей Yassir (28 баллов), и Lidewei (26 баллов), занявших второе и третье места соответственно.

## Дальнейшая биография
В 2018 году вместе с Лаурой Хусейн Тратс образовала поп-дуэт Hello August и выпустила сингл Wrong Chick

## Дискография
Альбом
- Teenager

Песни
- Ik ben een teenager
- Never nooit!
- Geheim
- Knock out
- I want you back (Feat. Lange Frans)
- Tommy
- Als jij maar bij me bent
- Nanana (Feat. Tur-G)
- Feels good
- Naar jouw hart
- We like to party
- Me, Myself And I (feat. Monsif)
- Bad Ringtone
- Holding On